# 胡琛
胡琛（？—526年），北魏末年高平镇（今宁夏固原）起事领袖。
敕勒族，正光五年（524年），高平镇赫连恩响应破六韩拔陵起事，围攻高平镇，推举胡琛为高平王。莫折大提部将攻下高平镇，镇兵以胡琛为入镇为主。孝昌元年（525年），他派万俟醜奴攻泾州，大胜北魏军。孝昌二年（526年），费律把胡琛诱杀，余部归万俟醜奴统领。